# Cratere Capella
Capella è un cratere lunare di 48,13 km situato nella parte sud-orientale della faccia visibile della Luna, situato a settentrione del Mare Nectaris, in una regione accidentata marcata da molti piccoli crateri.
Il bordo del cratere è basso, ma relativamente spesso; nella parte occidentale è parzialmente sovrapposto al cratere Isidorus, di dimensioni simili, mentre nella regione meridionale è interrotto.
Una fenditura nota come Vallis Capella attraversa il cratere lungo una direttrice nord-sudest, estendendosi per circa 110 chilometri complessivi. Al centro vi è un ampio rilievo arrotondato, marcato da un minuscolo cratere.
Il cratere è dedicato allo scrittore romano Marziano Capella.

## Crateri correlati
Alcuni crateri minori situati in prossimità di Capella sono convenzionalmente identificati, sulle mappe lunari, attraverso una lettera associata al nome.
| Capella | Coordinate           | Diametro (in km) |
| ------- | -------------------- | ---------------- |
| A       | 7°40′48″S 37°10′48″E | 11,76            |
| B       | 9°28′12″S 36°52′12″E | 8,38             |
| C       | 5°45′36″S 36°23′24″E | 11,17            |
| D       | 6°47′24″S 37°31′48″E | 7,96             |
| E       | 7°31′48″S 37°42′00″E | 14,33            |
| F       | 9°13′12″S 35°25′12″E | 13,58            |
| G       | 6°51′36″S 36°55′12″E | 11,02            |
| H       | 8°10′12″S 37°22′48″E | 8,94             |
| J       | 9°30′00″S 36°03′36″E | 8,93             |
| M       | 4°28′12″S 36°57′00″E | 11,8             |
| R       | 6°03′00″S 35°12′36″E | 7,28             |
| T       | 6°56′24″S 34°10′48″E | 5,72             |